# ألفونسوس كارول
الفونسوس كارول (بالإنجليزية: Alphonsus Carroll)‏ هو فلاح نيوزيلندي، ولد في 20 أبريل 1895 في Mataura ‏ في نيوزيلندا، وتوفي في 1 ديسمبر 1974 في بالميرستون نورث في نيوزيلندا.